# Iwan Kowalow (polityk)
Iwan Władimirowicz Kowalow (ros. Иван Владимирович Ковалёв, ur. 15 czerwca?/28 czerwca 1901 we wsi Biełogorje w guberni woroneskiej, zm. 29 maja 1993 w Moskwie) – radziecki polityk i wojskowy, generał porucznik wojsk technicznych, ludowy komisarz/minister komunikacji ZSRR (1944–1948).

## Życiorys
W 1913 skończył szkołę podstawową, pracował w gospodarstwie ojca, od 1919 w Armii Czerwonej, jako żołnierz batalionów Czeki brał udział w karnych ekspedycjach i rozstrzeliwaniach na południu Rosji. Od 1922 członek RKP(b)/WKP(b), politruk, od 1930 dowódca oddziału specjalnego mającego stłumić powstanie chłopskie w okręgu kozłowskim, 1935 ukończył Wojskową Akademię Transportową Armii Czerwonej, od 1935 inspektor grupy kontrolnej przy Ludowym Komisariacie Połączeń Drogowych ZSRR, od stycznia 1936 dowódca grupy kontroli Kolei Moskiewsko-Białoruskiej i Południowouralskiej, 1937 rewizor ludowego komisariatu ds. bezpieczeństwa ruchu na Kolei Omskiej. W latach 1937–1939 szef Kolei Zachodniej, potem szef wydziału wojskowego Ludowego Komisariatu Połączeń Drogowych ZSRR, 1940–1941 szef Zarządu Dróg Północno-Zachodniego Zarządu tego komisariatu, w maju-czerwcu 1941 zastępca ludowego komisarza kontroli państwowej ZSRR ds. transportu kolejowego. 
Po ataku Niemiec na ZSRR zmobilizowany do Armii Czerwonej, w latach 1941–1943 szef Zarządu Komunikacji Wojskowej, od 1943 generał porucznik, 1943–1944 I zastępca szefa, a w 1944 szef Centralnego Zarządu Komunikacji Wojskowej. Od 20 grudnia 1944 do 5 czerwca 1948 ludowy komisarz/minister komunikacji ZSRR, później pełnomocnik Rady Ministrów ZSRR. W latach 1948–1950 główny doradca przy KC KPCh - kierownik radzieckich specjalistów wojskowych w ChRL, przedstawiciel Rady Ministrów ZSRR ds. Kolei Czangczuńskiej. W latach 1950–1951 szef Donieckiego Okręgu Komunikacji Drogowej, 1951-1957 zastępca ministra przemysłu węglowego ZSRR ds. transportu. Deputowany do Rady Najwyższej ZSRR 2 kadencji.

## Odznaczenia
- Order Lenina (trzykrotnie)
- Order Rewolucji Październikowej
- Order Czerwonego Sztandaru (trzykrotnie)
- Order Suworowa I klasy
- Order Kutuzowa I klasy
- Order Czerwonego Sztandaru Pracy
- Order Wojny Ojczyźnianej I klasy
- Order Czerwonej Gwiazdy
- Medal 100-lecia urodzin Lenina

I wiele innych.